# Fullerö backars naturreservat

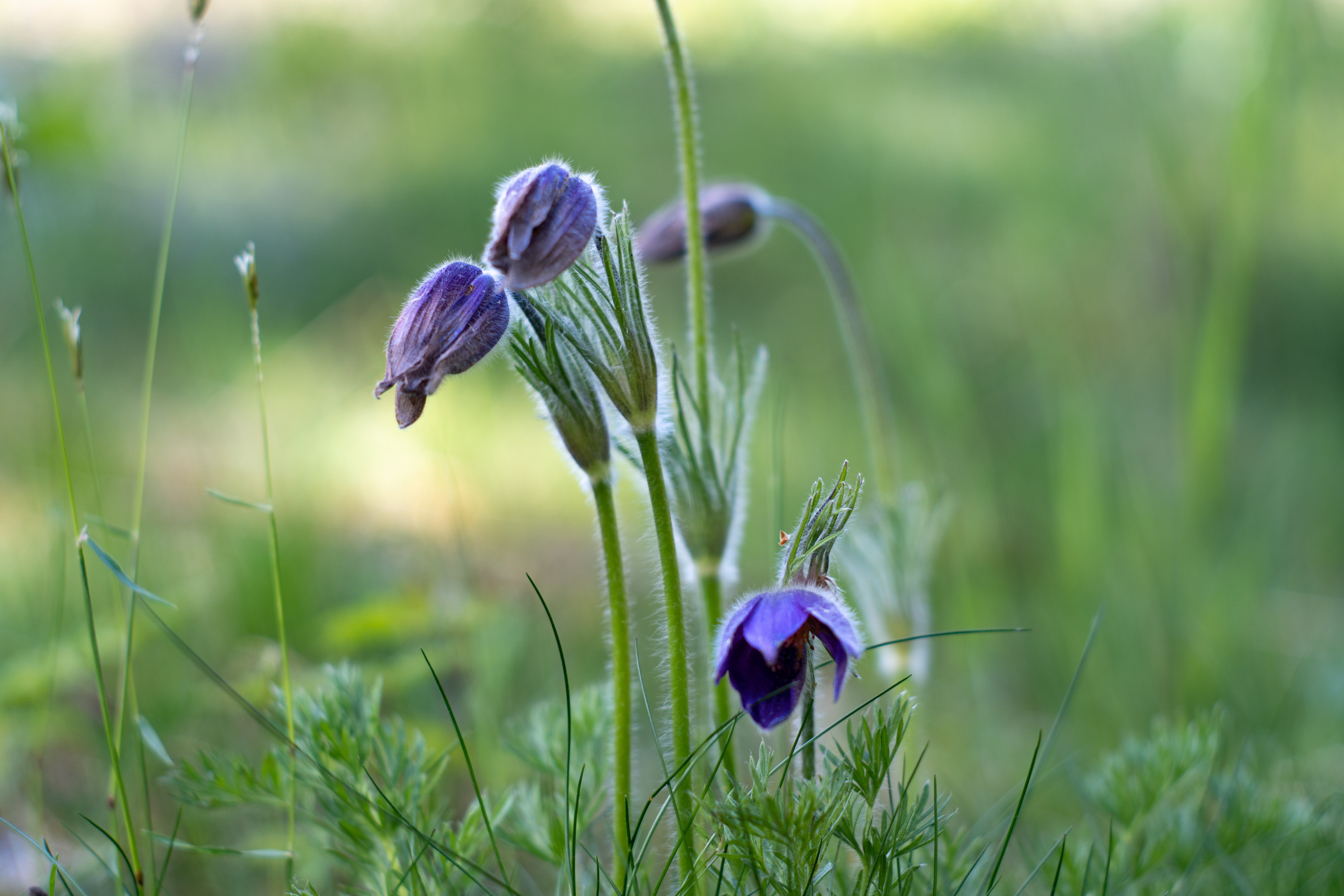
Backsippor i Fullerö backars naturreservat

Fullerö backar är ett naturreservat och Natura 2000-områdei Uppsala kommun belägen mindre än en kilometer söder om Fullerö, längs vägen mot Gamla Uppsala. 

Fullerö backar är också ett gravfält på Vattholmaåsen (en del av Uppsalaåsen) som idag är  består av 47 runda stensättningar, en hög, en stensträng och en oklar, skansliknande lämning. Den har tidigare bedömts som fornborglämning, senare som en naturlig dödisgrop, men bedömdes vid senaste inventeringen som osäker. En grav undersöktes 1948, men enda fynden var ett skadat brandlager med brända ben.

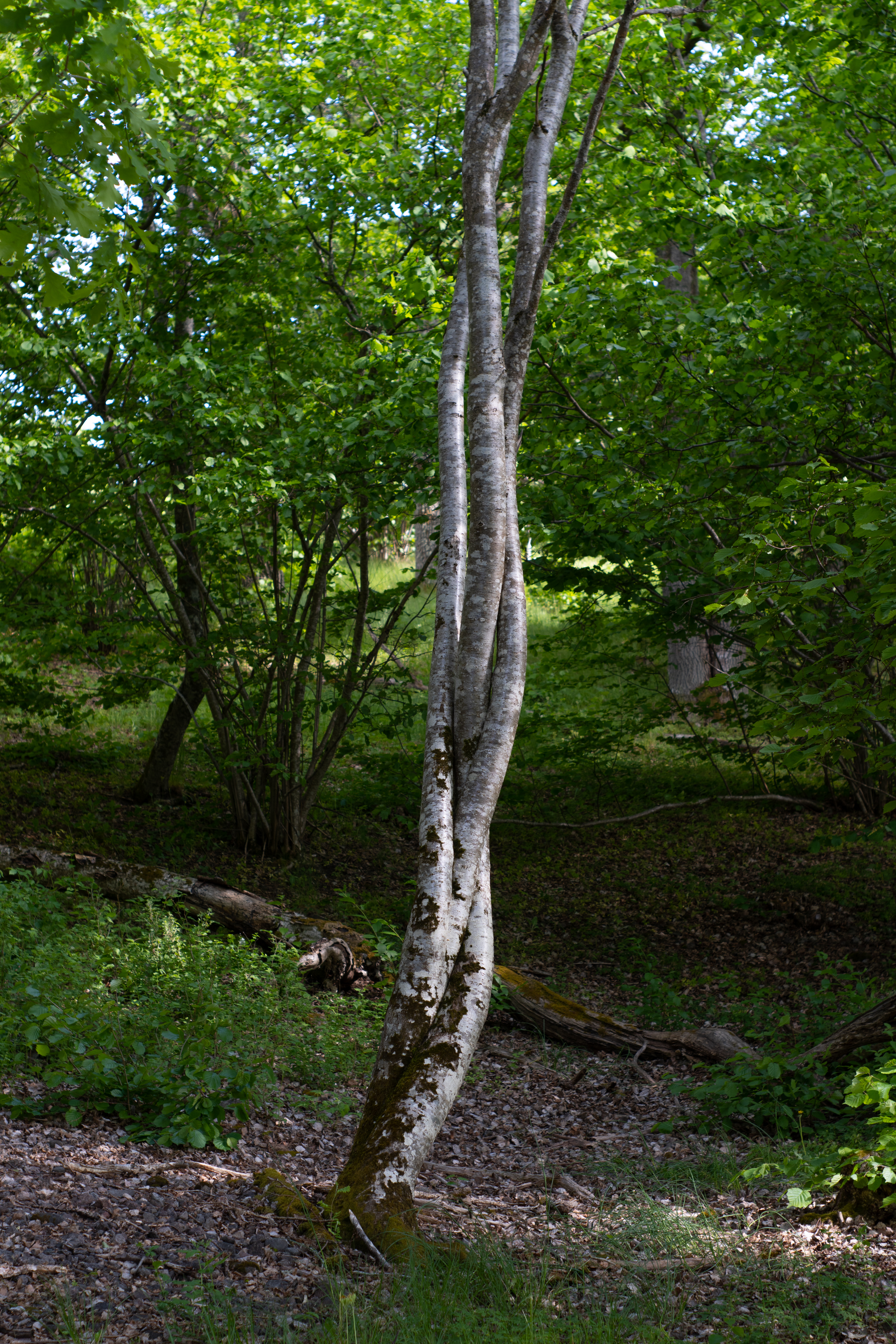